# 阮玉和貞
林盛公主阮玉和貞（越南语：／；1836年12月4日—1869年10月8日），越南阮朝明命帝第五十三女，生母婕妤阮氏圓。

## 生平
明命十七年十月二十六日（1836年12月4日），阮玉和貞在順化皇城出生。嗣德六年（1853年），公主18歲，下嫁平勝男阮良間之子阮良恭。嗣德二十二年九月四日（1869年10月8日），和貞去世，享年三十四歲。嗣德帝追贈為林盛公主，諡美淑。
林盛公主育有二子一女。